# هيكوري (تكساس)
هيكوري (بالإنجليزية: Hickory Creek, Texas)‏ هي بلدة أمريكية تقع في الولايات المتحدة في مقاطعة دينتون. يقدر عدد سكانها بـ 3,247 نسمة ومساحتها 11.9 كم2 وترتفع عن سطح البحر 176 متر.

## التركيبة السكانية
حدّد مكتب تعداد الولايات المتحدة بيانات التركيبة السكانية لهيكوري في تعداد الولايات المتحدة. في ما يلي، التركيبة السكانية حسب تعدادي 2000 و2010.

### تعداد عام 2000
بلغ عدد سكان هيكوري 2,078 نسمة بحسب تعداد عام 2000، وبلغ عدد الأسر 776 أسرة وعدد العائلات 622 عائلة مقيمة في البلدة. في حين سجلت الكثافة السكانية 167.9 نسمة لكل كيلومتر مربع (434.9/ميل2). وبلغ عدد الوحدات السكنية 808 وحدة بمتوسط كثافة قدره 65.3 لكل كيلومتر مربع (169.1/ميل2).
وتوزع التركيب العرقي للبلدة بنسبة 93.46% من البيض و1.20% من الأمريكيين الأفارقة و0.72% من الأمريكيين الأصليين و0.72% من الأمريكيين ذوي الأصول الآسيوية و1.83% من الأعراق الأخرى و2.07% من عرقين مختلطين أو أكثر و5.68% من الهسبانيون أو اللاتينيون من أي عرق.
بلغ عدد الأسر 776 أسرة كانت نسبة 37.1% منها لديها أطفال تحت سن الثامنة عشر تعيش معهم، وبلغت نسبة الأزواج القاطنين مع بعضهم البعض 68.4% من أصل المجموع الكلي للأسر، ونسبة 8.2% من الأسر كان لديها معيلات من الإناث دون وجود شريك،  بينما كانت نسبة 3.5% من الأسر لديها معيلون من الذكور دون وجود شريكة وكانت نسبة 19.8% من غير العائلات. تألفت نسبة 15.2% من أصل جميع الأسر من عدة أفراد يعيشون في نفس المنزل ونسبة 3.1% كانت تتألف من شخص يعيش بمفرده يبلغ من العمر 65 عاماً أو أكثر. وبلغ متوسط حجم الأسرة المعيشية 2.68، أما متوسط حجم العائلات فبلغ 2.99.
بلغ العمر الوسطي للسكان 39.8 عاماً. وكانت نسبة 24.4% من القاطنين تحت سن الثامنة عشر، وكانت نسبة 6.4% بين الثامنة عشر والرابعة والعشرين عاماً، ونسبة 30.5% كانت واقعةً في الفئة العمرية ما بين الخامسة والعشرين والرابعة والأربعين عاماً، ونسبة 31.2% كانت ما بين الخامسة والأربعين والرابعة والستين، ونسبة 7.6% كانت ضمن فئة الخامسة والستين عاماً فما فوق. يوجد لكل 100 أنثى 101.4 ذكر، ويوجد لكل 100 أنثى في الثامنة عشر من عمرها فما فوق 99.0 ذكر.
بلغ متوسط دخل الأسرة في البلدة 69,313 دولارًا، أما متوسط دخل العائلة فبلغ 74,107 دولارًا. وكان متوسط دخل الذكور 45,885 دولارًا مقابل 36,103 دولارًا للإناث. وسجل دخل الفرد الخاص بالبلدة 31,683 دولارًا. وكانت نسبة 3.3% من العائلات ونسبة 4.1% من السكان تحت خط الفقر، وكان من هؤلاء نسبة 6.7% تحت سن الثامنة عشر ونسبة 4% في الخامسة والستين من العمر وما فوق.

### تعداد عام 2010
بلغ عدد سكان هيكوري 3,247 نسمة بحسب تعداد عام 2010، وبلغ عدد الأسر 1,165 أسرة وعدد العائلات 923 عائلة مقيمة في البلدة. في حين سجلت الكثافة السكانية 262.3 نسمة لكل كيلومتر مربع (679.4/ميل2). وبلغ عدد الوحدات السكنية 1,209 وحدة بمتوسط كثافة قدره 97.7 لكل كيلومتر مربع (253.0/ميل2).
وتوزع التركيب العرقي للبلدة بنسبة 90.30% من البيض و2.71% من الأمريكيين الأفارقة و0.83% من الأمريكيين الأصليين و2.62% من الأمريكيين ذوي الأصول الآسيوية و0.18% من سكان جزر المحيط الهادئ و1.76% من الأعراق الأخرى و1.60% من عرقين مختلطين أو أكثر و8.90% من الهسبانيون أو اللاتينيون من أي عرق.
بلغ عدد الأسر 1,165 أسرة كانت نسبة 37.9% منها لديها أطفال تحت سن الثامنة عشر تعيش معهم، وبلغت نسبة الأزواج القاطنين مع بعضهم البعض 68.1% من أصل المجموع الكلي للأسر، ونسبة 6.4% من الأسر كان لديها معيلات من الإناث دون وجود شريك،  بينما كانت نسبة 4.8% من الأسر لديها معيلون من الذكور دون وجود شريكة وكانت نسبة 20.8% من غير العائلات. تألفت نسبة 16.2% من أصل جميع الأسر من عدة أفراد يعيشون في نفس المنزل ونسبة 5.2% كانت تتألف من شخص يعيش بمفرده يبلغ من العمر 65 عاماً أو أكثر. وبلغ متوسط حجم الأسرة المعيشية 2.79، أما متوسط حجم العائلات فبلغ 3.12.
بلغ العمر الوسطي للسكان 40.0 عاماً. وكانت نسبة 25.9% من القاطنين تحت سن الثامنة عشر، وكانت نسبة 6% بين الثامنة عشر والرابعة والعشرين عاماً، ونسبة 26.8% كانت واقعةً في الفئة العمرية ما بين الخامسة والعشرين والرابعة والأربعين عاماً، ونسبة 31.8% كانت ما بين الخامسة والأربعين والرابعة والستين، ونسبة 9.5% كانت ضمن فئة الخامسة والستين عاماً فما فوق. وتوزع التركيب الجنسي للسكان بنسبة 49.1% ذكور و50.9% إناث.